# Léopold IV de Lippe
Pour les articles homonymes, voir Léopold IV.
Léopold IV, Prince de Lippe (Leopold Julius Bernhard Adalbert Otto Karl Gustav; 30 mai 1871 – 30 décembre 1949) est le dernier souverain de la Principauté de Lippe. Régent de la Principauté à la mort de son père, lui-même régent, le 26 septembre 1904, il accède au trône en tant que prince, le 25 octobre 1905.

## Premières années
Léopold nait à Oberkassel le 30 mai 1871 en tant que comte de Lippe-Biesterfeld, fils d'Ernest, 5e comte de Lippe-Biesterfeld et de Caroline, comtesse de Wartensleben (1844-1905). Léopold appartient à la lignée Lippe-Biesterfeld de la Maison de Lippe qui est la plus haute lignée régnante après celle de Lippe-Detmold.
Il sert comme officier dans l'armée allemande jusqu'en 1894, qu'il quitte pour étudier les sciences politiques aux universités de Bonn et de Berlin.

## Souverain de Lippe
Depuis 1895, Lippe est dirigée par un régent à la suite de l'incapacité du prince Alexandre. Le père de Léopold régente la Principauté de 1897 jusqu'à sa mort, le 26 septembre 1904, date à laquelle Léopold lui succède à la régence.
Initialement, Léopold n'est pas reconnu comme régent par l'empereur allemand Guillaume II à cause d'une question de légitimité de rang et d'éligibilité à la succession au trône. En conséquence, la Diète de Lippe doit nommer une haute commission pour examiner la question.
La régence a toujours cours lorsque le prince Alexandre meurt le 13 janvier 1905. Léopold est intronisé en tant que Prince de Lippe et successeur d'Alexandre, le 25 octobre 1905 par un arrêt d'une cour de justice.
Le 3 juin 1911, lors d'une promenade en automobile, Léopold et son frère le prince Jules, sont attaqués par une bande de paysans italiens qui font pleuvoir sur les princes une véritable pluie de pierres. Léopold s'en sort indemne, contrairement à son frère qui est blessé à la tête.
Durant la Première Guerre mondiale, son beau-frère et deux de ses neveux tombent au champ d'honneur ainsi que son cousin le prince Ernest de Lippe-Biesterfeld, tué sur le front de l'Est le 11 août 1914. Le prince Ernest épouse en 1911 la princesse Anne d'Ysembourg et Büdingen. Léopold opère une mise à niveau des titres de plusieurs lignées de la Maison de Lippe. L'un de ses membres à bénéficier de cette révision est le neveu de Léopold, le comte Bernhard de Lippe-Biesterfeld (fils de Bernhard, frère de Léopold) qui allait devenir le prince consort de la reine des Pays-Bas, Juliana.
Le 24 février 1916, Bernhard et son frère sont confirmés en tant que princes de Lippe-Biesterfeld avec le rang d'altesse sérénissime. Les comtes de Lippe-Weissenfeld bénéficient également du titre de prince de Lippe-Weissenfeld avec rang d'altesse sérénissime, avec effet au 24 février pour le comte Clemens et ses descendants et au 9 novembre 1918 pour les autres membres de cette lignée.
Tout juste trois jours après cette mise à niveau et à la suite de la défaite de l'Empire allemand dans la Première Guerre mondiale et de la révolution qui en découle, Léopold est forcé de renoncer au trône le 12 novembre 1918. Après la fin de son règne, la Principauté de Lippe est transformée en un État libre faisant partie de la toute nouvelle République de Weimar.

## Mariages et descendance
Le 16 août 1901 à Rotenburg an der Fulda, le prince Léopold épouse la princesse Bertha de Hesse-Philippsthal-Barchfeld (de) (1874-1919), fille du landgrave Guillaume de Hesse-Philippsthal-Barchfeld (1831-1890) et de Juliana de Bentheim (de) (1842-1878). Ils ont cinq enfants.
- Ernest, prince héritier de Lippe (1902-1987), marié une première fois (1924) à Charlotte Ricken (1900-1974), et une seconde fois (1937), après un divorce en 1934, à Herta-Elise Weiland (1911-1970).
- Léopold Bernhard de Lippe (1904-1965)
- Caroline de Lippe (1905-2001) mariée (1932) au Comte Hans von Kanitz (de) (1893-1968)
- Chlodwig de Lippe (1909-2000) marié (1940) à Veronika Holl (1915-2007)
- Sieglinde de Lippe (1915-2008) mariée (1942) à Friedrich Carl Heldman (1904-1977)

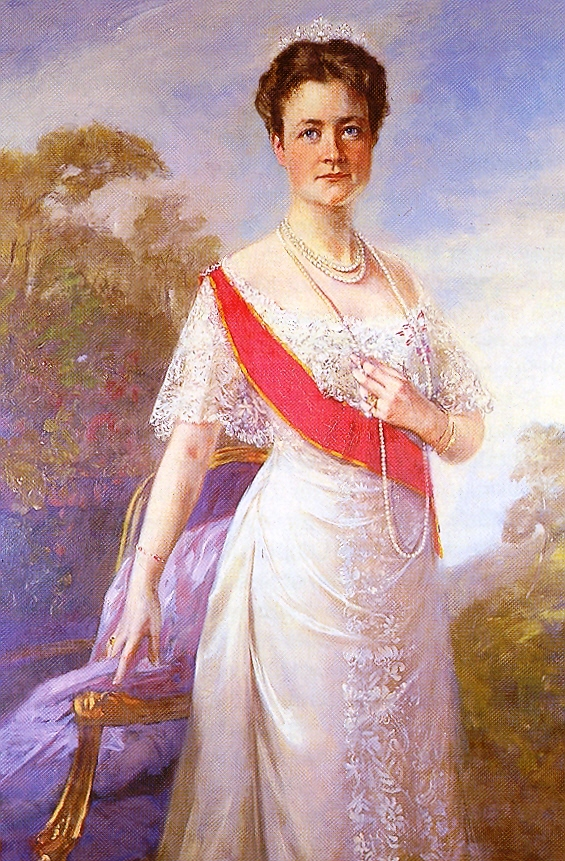
La princesse Bertha
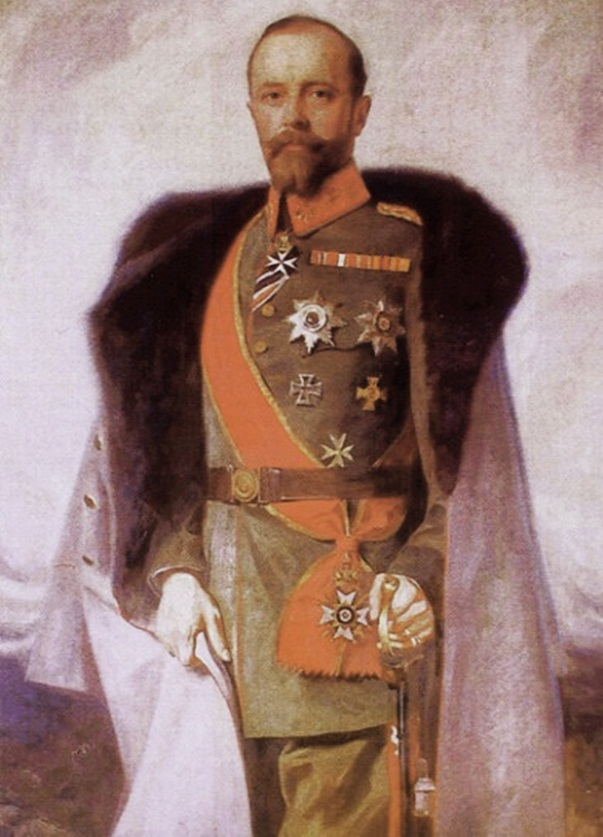
Le prince Léopold IV,
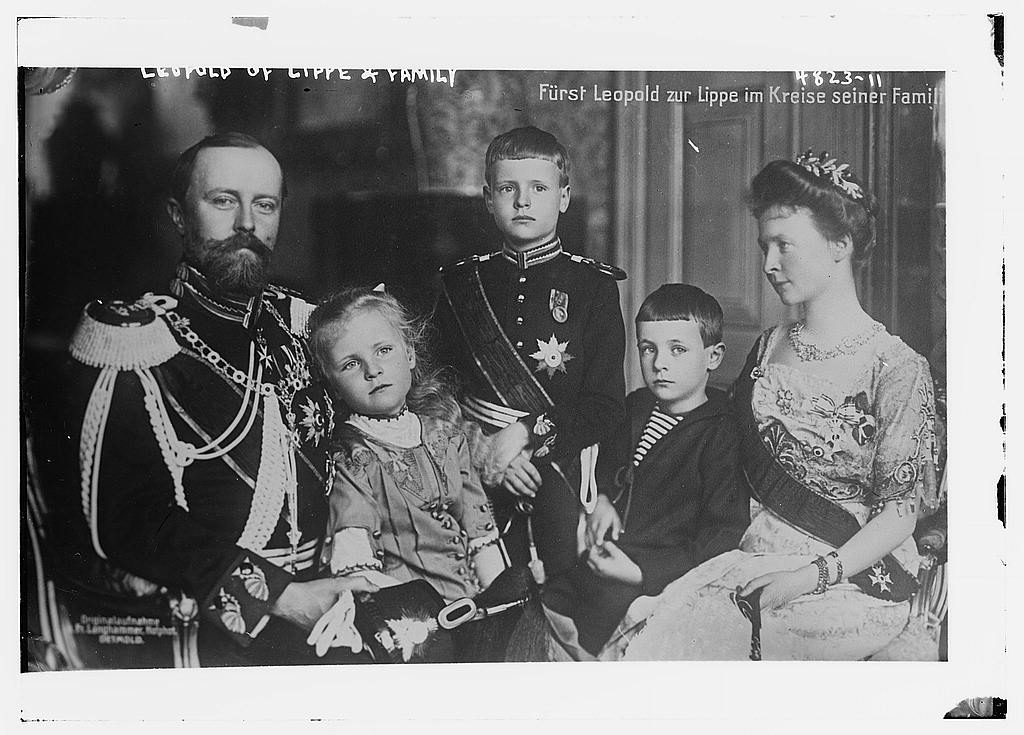
La famille princière en 1909

La princesse Bertha meurt quelques semaines après l'abdication de son mari en janvier 1919 laissant orphelins de mère ses cinq enfants :, le prince héritier Ernest qui a 16 ans, les princes et princesses Léopold, Caroline, Chlodwig et Sieglinde qui ont entre 13 et 3 ans.
En secondes noces, le prince, âgé de 50 ans, épouse le 26 avril 1922 à Büdingen la princesse Anne d'Isembourg et Büdingen (en) (1886-1980), veuve de son cousin le prince Ernest de Lippe-Weißenfels, tombé au champ d'honneur sur le front-est en 1914. De cette union, nait un fils.
- Armin de Lippe (1924-2015), chef de la maison princière. Il épouse Traute Becker (1925-2023[4]), d'où :
  - Stephan de Lippe (1959), chef de la maison princière. Il épouse en 1994 Maria de Solms-Laubach, d'où 5 enfants : Bernhard (1995), héritier du titre, Heinrich (1997), Wilhelm (1999), Luise (2001) et Mathilde (2003).

## Après l'abdication
Après la montée du Nazisme en Allemagne, ses trois fils issus de son union avec sa première femme deviennent membres du parti nazi. Son fils aîné, le prince héritier Ernest, est reconnu comme étant le premier prince allemand à avoir rejoint le parti dès le mois de mai 1928. Il est alors âgé de 26 ans. De plus, le prince héritier Ernest et le prince Chlodwig ont tous les deux contracté des unions morganatiques.
En 1937, son neveu le prince Bernhard de Lippe-Biesterfeld épouse la princesse Juliana d'Orange-Nassau, fille unique et héritière de la reine Wilhelmine des Pays-Bas. En 1940, les Pays-Bas, malgré leur neutralité et la présence de l'ex-empereur Guillaume II, réfugié depuis 1918, sont envahis par l'armée du Troisième Reich. La famille royale s'enfuit et sera l'âme de la résistance néerlandaise.
A la libération, les trois fils aînés du prince sont incarcérés et passés en jugement en raison de leur soutien au Troisième Reich.
En 1947, Léopold, dans son testament, fait de son plus jeune fils et unique enfant issu de son second mariage, le prince Armin, son successeur à la tête de la Maison de Lippe et le futur administrateur des propriétés princières familiales, tel le château de Detmold.
Lorsque Léopold meurt à Detmold en 1949, ses trois fils aînés sont déshérités au profit du prince Armin qui prend la tête de la Maison princière.